# Planckpartikel
En planckpartikel är en hypotetisk partikel vilken definieras som ett litet svart hål vars comptonvåglängd är lika med dess schwarzschildradie. Således är dess massa ungefär planckmassan, och dess comptonvåglängd och schwarzschildradie är ungefär plancklängden. Planckpartiklar används ibland som en övning för att definiera planckmassan och plancklängden, och spelar en viktig roll i vissa modeller av universums utveckling under planckepoken.
Jämfört med en proton exempelvis, så skulle planckpartikeln vara extremt liten (dess radie är lika med plancklängden, vilket är ungefär 10−20 gånger protonens radie) och väldigt massiv (planckmassan är 1019 gånger protonens massa). Planckpartikeln skulle också ha en mycket kortvarig existens; den skulle förintas på grund av hawkingstrålning efter cirka 5 × 10−39 sekunder.

## Härledning
Den vanligaste definitionen är, bland många varierande åsikter kring dess korrekta definition, att en planckpartikel är en partikel vars comptonvåglängd är densamma som dess schwarzschildradie. Detta medför förhållandet
{\displaystyle \lambda ={\frac {h}{mc}}={\frac {2Gm}{c^{2}}}}
vilket ger att partikelns massa är
{\displaystyle m={\sqrt {\frac {hc}{2G}}}}
Denna massa är {\textstyle {\sqrt {\pi }}} ≈ 1,772 gånger större än planckmassan. Samtidigt kommer dess radie att vara comptonvåglängden
{\displaystyle r={\frac {h}{mc}}={\sqrt {\frac {2Gh}{c^{3}}}}}
Plancklängden {\displaystyle \ell _{\mathrm {P} }} definieras som
{\displaystyle \ell _{\mathrm {P} }={\frac {r}{2{\sqrt {\pi }}}}={\sqrt {\frac {\hbar G}{c^{3}}}}}

## Dimensioner
Med hjälp av ovanstående härledningar kan vi ersätta de universella konstanterna {\textstyle h}, {\textstyle G} och {\textstyle c}, och bestämma fysiska värden för partikelns massa och radie. Vid antagandet att denna radie representerar en sfär med homogen densitet, kan vi bestämma partikelns volym och densitet.
| Parameter        | Dimension | Uttryck                                                                | Numeriska värden i SI-enheter | Numeriska värden i planckenheter          |
| ---------------- | --------- | ---------------------------------------------------------------------- | ----------------------------- | ----------------------------------------- |
| Massa            | M         | {\displaystyle {\sqrt {\frac {hc}{2G}}}}                               | 3,85763 × 10−8 kg             | 1,7724 {\displaystyle m_{\text{P}}}       |
| Radie            | L         | {\displaystyle {\sqrt {\frac {2hG}{c^{3}}}}}                           | 5,72947 × 10−35 m             | 3,5449 {\displaystyle l_{\text{P}}}       |
| Maximal laddning | Q         | {\displaystyle {\sqrt {\frac {hc}{2k_{\text{e}}}}}}                    | 2,86474 × 10−18 C             | 1,7724 {\displaystyle q_{\text{P}}}       |
| Volym            | L3        | {\displaystyle {\frac {8}{3}}\pi {\sqrt {\frac {2h^{3}G^{3}}{c^{9}}}}} | 7,87827 × 10−103 m3           | 186,6137 {\displaystyle l_{\text{P}}^{3}} |
| Densitet         | M L−3     | {\displaystyle {\frac {3c^{5}}{16\pi hG^{2}}}}                         | 4,89655 × 1094 kg m−3         | 0.0095 {\displaystyle \rho _{\text{P}}}   |
| Livstid          | T         | {\displaystyle 5120\pi ^{2}{\sqrt {\frac {hG}{2c^{5}}}}}               | 4,826512 × 10−39 s            | 89524,9652 {\displaystyle t_{\text{P}}}   |